# Igor Ponomaryov
Igor Anatolievitch Ponomaryov (azéri : İqor Anatolyeviç Ponomaryov et russe : Игорь Анатольевич Пономарёв) (né le 24 février 1960 à Bakou à l'époque en Union soviétique, aujourd'hui en Azerbaïdjan) est un joueur de football international soviétique (azerbaïdjanais), qui évoluait au poste de milieu de terrain, avant de devenir ensuite entraîneur.
Son fils, Anatoli, est également footballeur.

## Biographie

### Carrière de joueur

#### Carrière en sélection
Avec l'équipe d'URSS, il joue un match amical face à l'équipe d'Argentine en 1980. 
Il figure dans le groupe des sélectionnés lors des Jeux olympiques de 1988 organisés à Séoul. Lors du tournoi olympique, il joue un match contre la Corée du Sud. La sélection soviétique remporte la médaille d'or.
Il dispute également la Coupe du monde des moins de 20 ans 1979 organisée au Japon, où la sélection soviétique atteint la finale en étant battu par l'Argentine.

### Carrière d'entraîneur
Il dirige l'équipe d'Azerbaïdjan entre 2000 et 2001, sur un total de 15 matchs. Son bilan à la tête de l'équipe nationale est de 11 défaites, deux matchs nuls et deux victoires.

## Statistiques
| Saison                | Club                  | Championnat           | Championnat | Championnat | Coupe(s) nationale(s) | Coupe(s) nationale(s) | Total | Total |
| Saison                | Club                  | Division              | M.          | B.          | M.                    | B.                    | M.    | B.    |
| 1978                  | Neftchi Bakou         | D1                    | 2           | 0           | 1                     | 0                     | 3     | 0     |
| 1979                  | Neftchi Bakou         | D1                    | 14          | 5           | 2                     | 0                     | 16    | 5     |
| 1980                  | Neftchi Bakou         | D1                    | 29          | 9           | 5                     | 0                     | 34    | 9     |
| 1981                  | Neftchi Bakou         | D1                    | 32          | 12          | 5                     | 3                     | 37    | 15    |
| Sous-total            | Sous-total            | Sous-total            | 77          | 26          | 13                    | 3                     | 90    | 29    |
| 1982                  | CSKA Moscou           | D1                    | 34          | 3           | 5                     | 0                     | 39    | 3     |
| Sous-total            | Sous-total            | Sous-total            | 34          | 3           | 5                     | 0                     | 39    | 3     |
| 1983                  | Neftchi Bakou         | D1                    | 31          | 11          | -                     | -                     | 31    | 11    |
| 1984                  | Neftchi Bakou         | D1                    | 11          | 1           | 1                     | 0                     | 12    | 1     |
| 1985                  | Neftchi Bakou         | D1                    | 39          | 11          | -                     | -                     | 39    | 11    |
| 1986                  | Neftchi Bakou         | D1                    | 24          | 6           | 3                     | 0                     | 27    | 6     |
| 1987                  | Neftchi Bakou         | D1                    | 30          | 3           | 5                     | 1                     | 35    | 4     |
| 1988                  | Neftchi Bakou         | D1                    | 20          | 7           | 3                     | 4                     | 23    | 11    |
| Sous-total            | Sous-total            | Sous-total            | 155         | 39          | 12                    | 5                     | 167   | 44    |
| 1989                  | IFK Norrköping        | D1                    | 17          | 3           | -                     | -                     | 17    | 3     |
| Total sur la carrière | Total sur la carrière | Total sur la carrière | 283         | 71          | 30                    | 8                     | 313   | 79    |

## Palmarès
| IFK Norrköping - Championnat de Suède (1) : - Champion : 1989. |  | Union soviétique - Coupe du monde des moins de 20 ans - Finaliste : 1979. - Jeux olympiques (1) : - Or : 1988. |